# Бяккотай

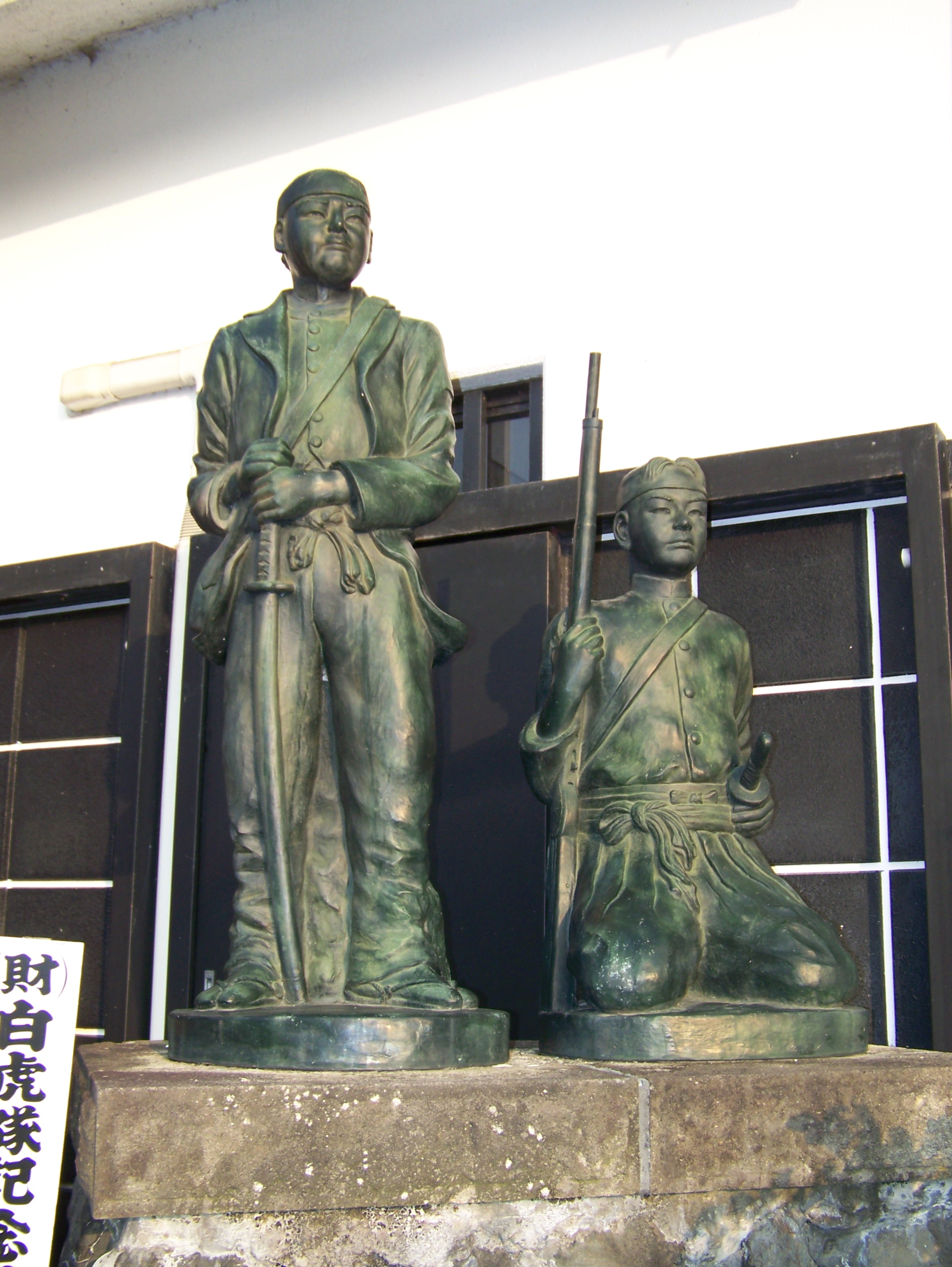
Статуї членів Бяккотая. Меморіальний комплекс на пагорбі Ііморі, місто Айдзувакамацу, префектура Фукусіма

Бяккотай (白虎隊 «Загін Білого Тигра») — група молодих самураїв князівства Айдзу, які захищали його під час війни Босін. Бяккотай здобув популярність після інциденту, в результаті якого 20 його членів зробили харакірі, помилково вважаючи, що їхнє князівство програло війну.

## Історія
Загін Бяккотай був частиною військ Айдзу, поділених на чотири частини в період, коли князівство намагалося модернізувати свою армію в світі поразки в битві при Тоба — Фусімі. Решта три частини називалися, відповідно, Гембутай (в нього входили старі воїни віком 50 років та більше, які займалися патрулюванням міста Вакамацу й різноманітними допоміжними завданнями), Сейрютай (36-49 років, займалися патрулюванням кордонів) й Судзакутай (18-35 років, брали участь в «справжніх» боях). Всі загони отримали назви за іменами чотирьох небесних богів-захисників. Планувалося, що Бяккотай служитиме резервним загоном, так як він складався з молодих, 16-17-річних синів самураїв Айдзу. Чисельність його становила приблизно 305 чоловік. Усередині загону існував додатковий поділ на підряди в залежності від рангу його членів: два підряди були набрані з високого класу (яп. 士中 сітю:), два — з середнього (яп. 寄合 йоріаі) й один з нижчого (яп. 足軽 асігару).
8 жовтня 1868 року (в 23 день 8 місяця 4 роке ери Кейо по японським календарем), коли підходила до кінця битва при Тоногутіхарі, 20 підлітків з другого підряду  Сіт. , відрізані від своїх сил, відступили на пагорб Ііморі, з якого видно було замок Айдзу-Вакамацу, цитадель князівства Айдзу, й оточуюче його місто. З пагорба вони побачили дим, що піднімається над замком, й вирішили, що замок захоплений і підпалений ворогами. Упевнені, що їх сім'ї та сюзерен Мацудайра Катаморі вже мертві, й будучи в розпачі, усі 20 здійснили харакірі (одному вдалося вижити). Однак молоді самураї помилилися у своїх припущеннях — оборона замку була зламана, а дим піднімався від палаючих міських будівель. Підлітків обдурило те, що велика частина міста знаходилася між замком та пагорбом Ііморі, й вони, побачивши дим над містом, вважали, що впав і замок.
| Імена двадцяти членів Бяккотай, що опинилися на пагорбі Шікіморі | Імена двадцяти членів Бяккотай, що опинилися на пагорбі Шікіморі | Імена двадцяти членів Бяккотай, що опинилися на пагорбі Шікіморі | Імена двадцяти членів Бяккотай, що опинилися на пагорбі Шікіморі |
| ---------------------------------------------------------------- | ---------------------------------------------------------------- | ---------------------------------------------------------------- | ---------------------------------------------------------------- |
| Адаті Тодзабуро 安達 藤三郎                                      | Ісіда Ва́суке 石田 和助                                           | Нагасе Юдзі 永瀬 雄次                                            | Хаясі Ясодзі 林 八十治                                           |
| Аруга Оріно́суке 有賀 織之助                                      | Ісіяма Торано́суке 石山 虎之助                                    | Нісікава Кацутаро 西川勝太郎                                     | Цугава Кійомі 津川 喜代美                                        |
| Ібука СІгЕтаро 井深 茂太郎                                       | Іто Тосіхіко 伊藤 俊彦                                           | Номура Комасіро 野村 駒四郎                                      | Цуда Сутедзо 津田 捨蔵                                           |
| ІіНума Садакіті (вижив) 飯沼 貞吉                                | Іто Тейдзіро 伊東 悌次郎                                         | Сінода Гісабуро (командир) 篠田 儀三郎                           | Янасе Кацудзабуро 簗瀬 勝三郎                                    |
| Ікегамі Сінтаро 池上 新太郎                                      | Масе Генсітіро 間瀬 源七郎                                       | Судзукі Генкіті 鈴木 源吉                                        | Янасе Такедзі 簗瀬 武治                                          |

Виживший член загону, Іінума Садакіті, спробував зробити харакірі, але поранення виявилося несмертельним, і він був врятований місцевою селянкою. Тіла ж інших дев'ятнадцяти юнаків після війни Босін, що залишалися не похованими, поки нарешті імператорський уряд не дав дозвіл поховати їх. Пізніше на пагорбі Ііморі був встановлений пам'ятник членам Бяккотая. Крім того, там стоїть камінь з написаним на ньому віршем — вака, яке склав Мацудайра Катаморі:
幾人の　涙は石にそそぐとも　その名は世々に　朽じとぞ思う
Ікутарі но // Наміда ва ici нi сосогу томо // соно на ва йойо нi // кудзі то дзо омоу
Скільки б чоловік не омило сльозами камінь, ці імена не буде викреслено зі світової пам'яті.
Італійський фашистський диктатор Беніто Муссоліні, почувши історію Бяккотай, був сильно вражений вірністю молодих самураїв своєму панові. У 1928 році він підніс японцям колону з міста Помпеї з проханням встановити її на пагорбі Ііморі.
Іінума Садакіті, завдяки якому історія загону стала відомою, після війни Босін переїхав в сусіднє місто Сендай. Він вступив до Імператорської армії і дослужився до капітана, а пізніше працював на пошті в Сендаї. Помер Іінума в 1931 році, у віці 76 років, й був похований у Сендаї, проте в 1958 році частина його останків була перенесена на пагорб Ііморі.
Решта членів Бяккотай продовжували боротися в ході битви за Айдзу, захищаючи замок. Багато з них пережили війну, а двом вдалося зайняти значні пости в епоху Мейдзі — це були фізик та історик Ямакава Кендзіро й адмірал Імператорського флоту Дева Сігето.

## Галерея

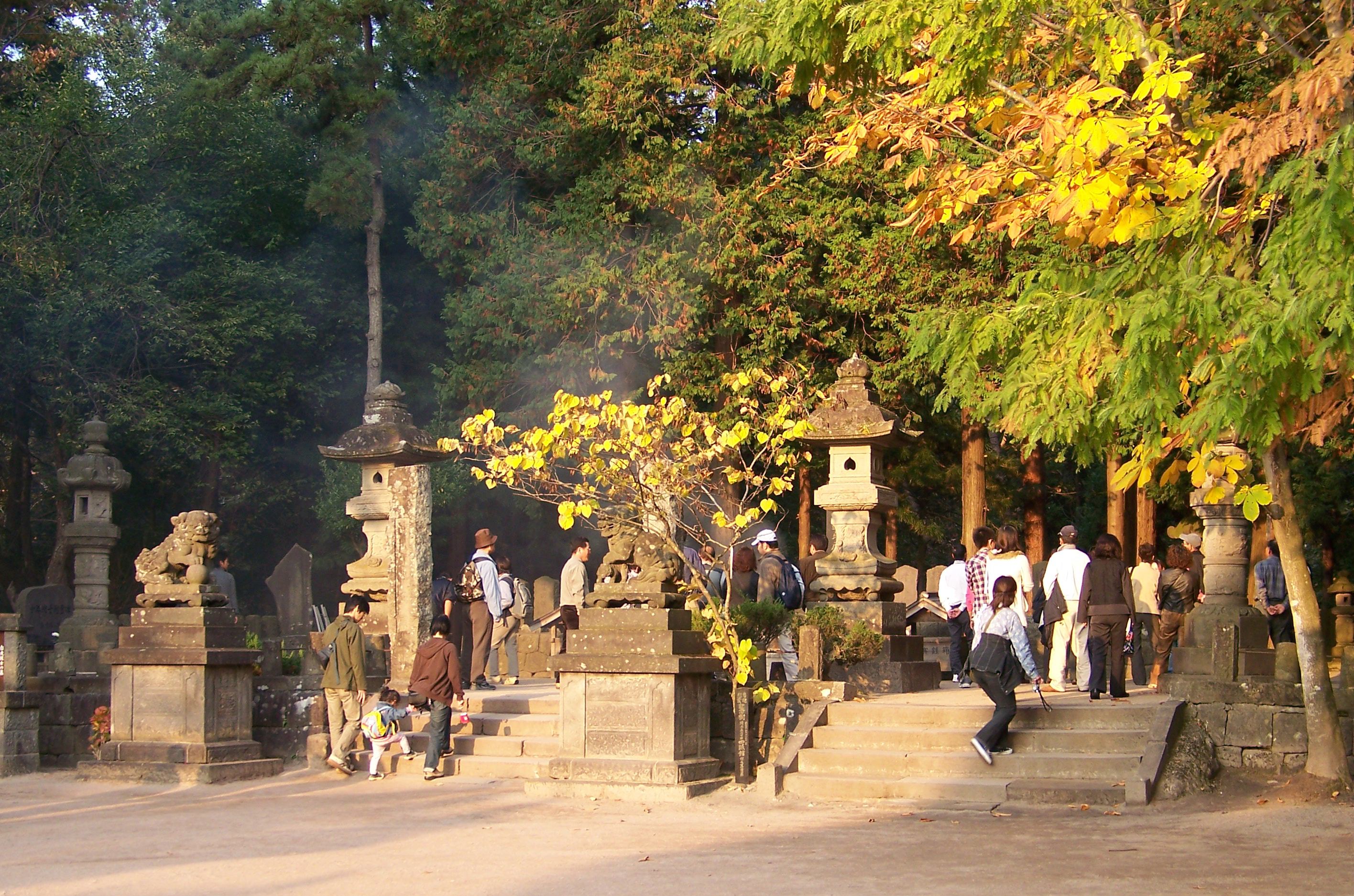
Вид на меморіальний комплекс на пагорбі Шікіморі (м. Айдзувакамацу, преф. Фукусима)
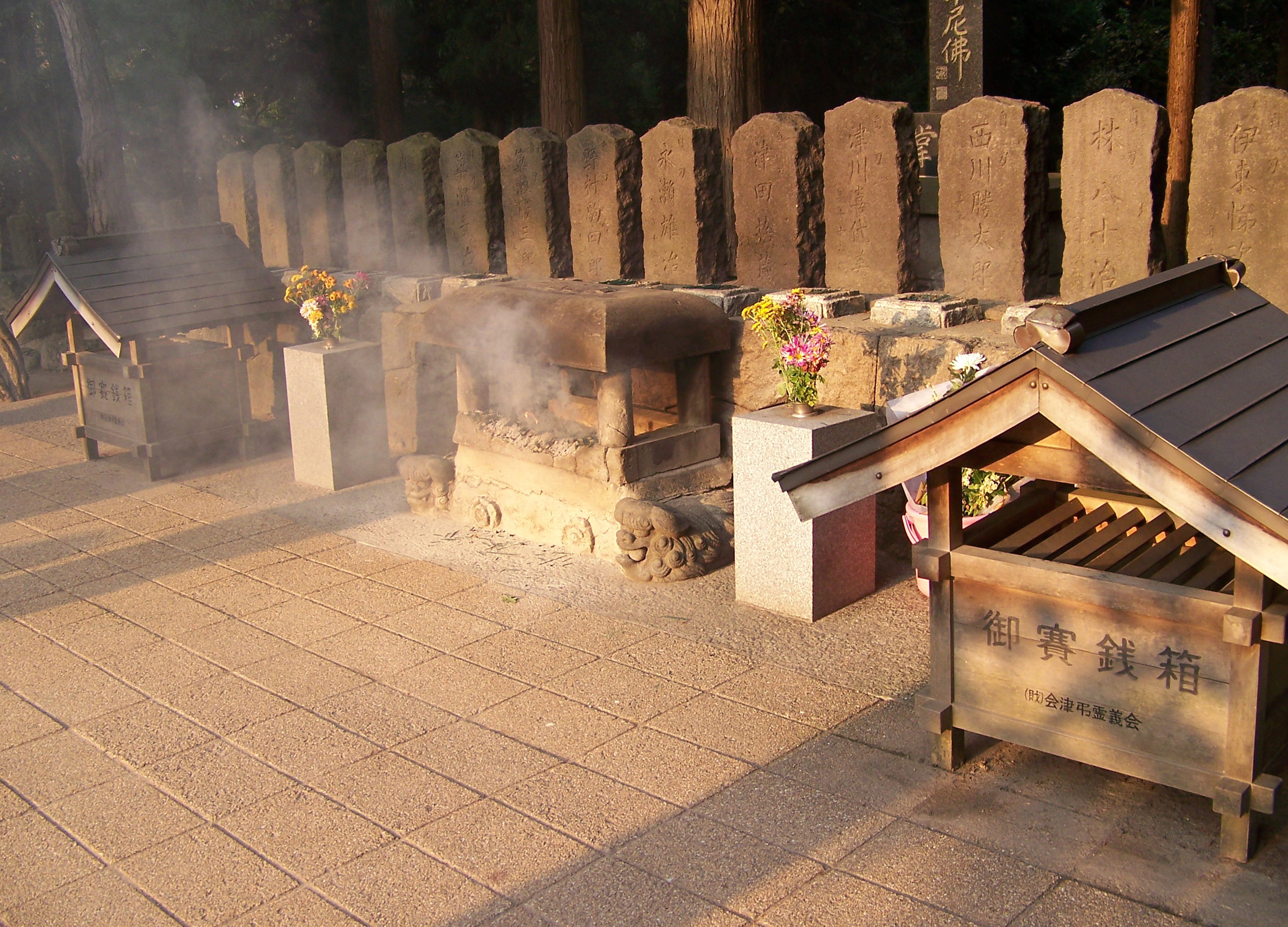
Таблички з іменами членів Бяккотай, які вчинили харакірі
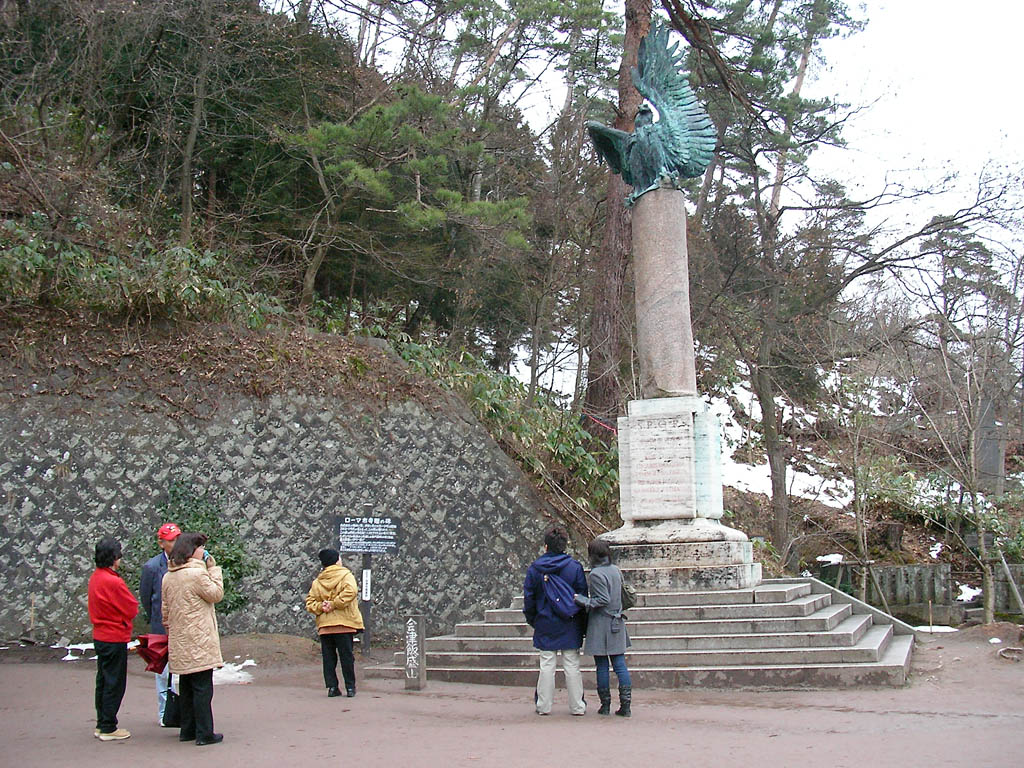
Колона Муссоліні
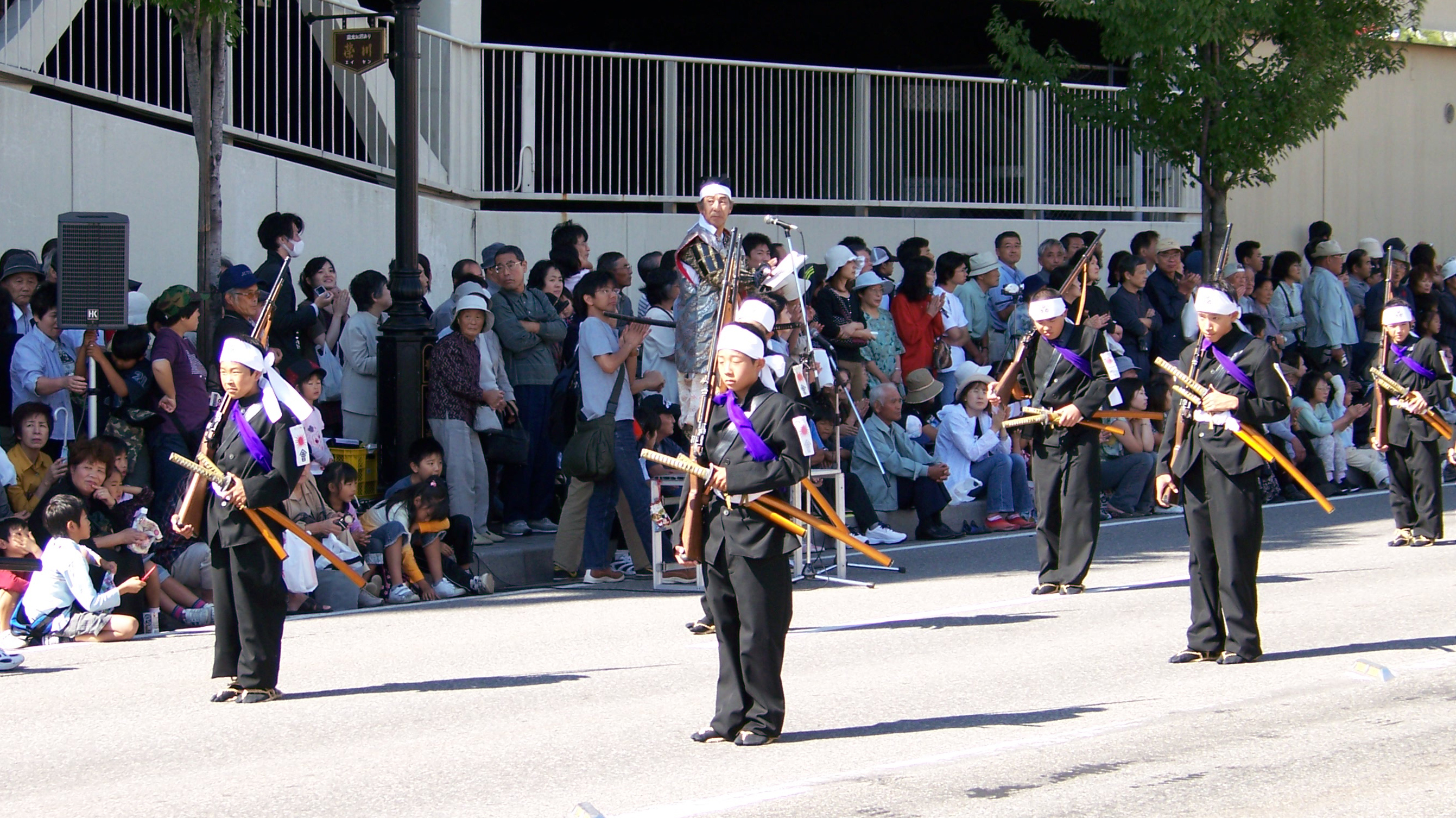
Діти зображують воїнів Бяккотай на щорічному фестивалі «Айдзу Мацурі» (会津まつり). 2006 рік.
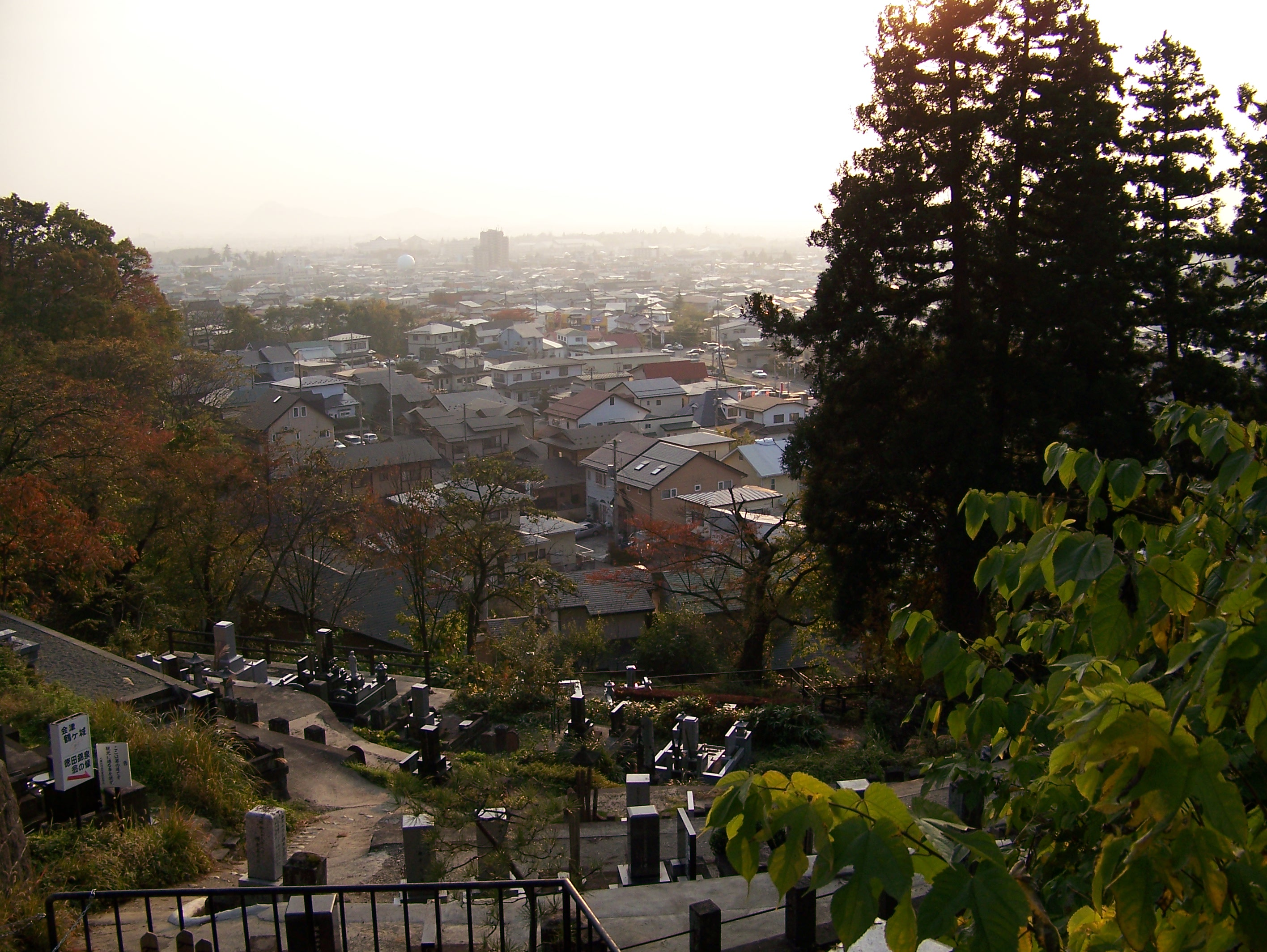
Вид на Айдзу-Вакамацу з пагорба Ііморі. Фото 2006 року
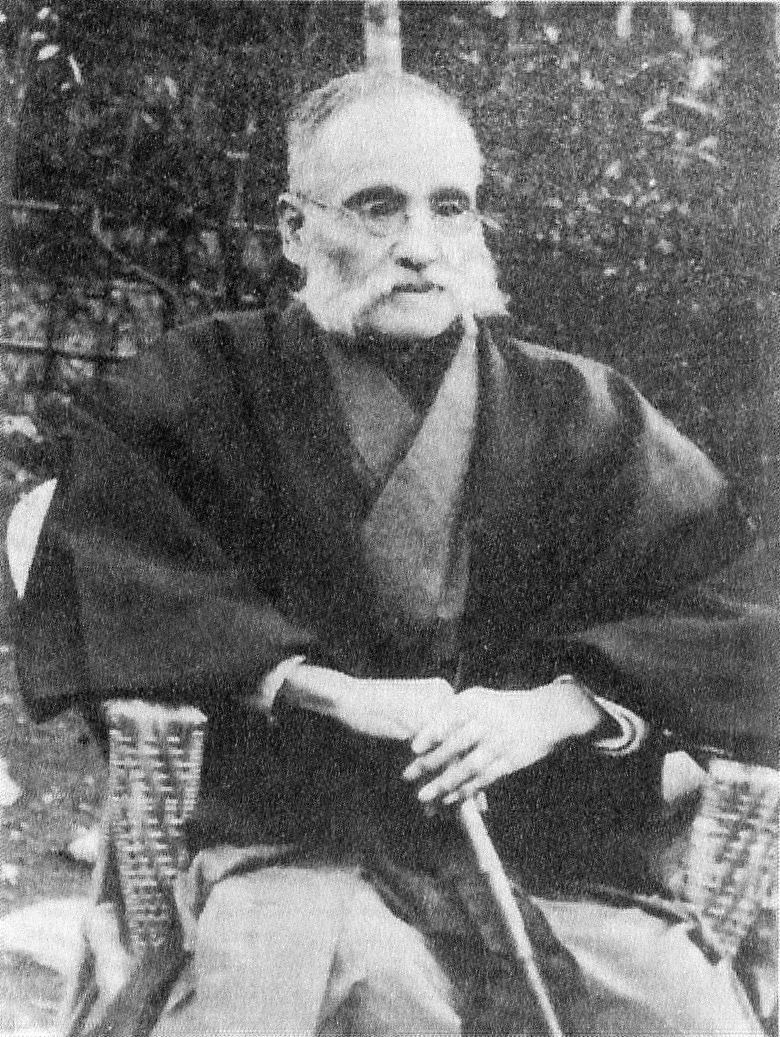
Фотографія Мінуси Собаки в старості